# Tanacross
Tanacross és una concentració de població designada pel cens dels Estats Units a l'estat d'Alaska. Segons el cens del 2000 tenia 140 habitants.

## Demografia
Segons el cens del 2000, Tanacross tenia 140 habitants, 42 habitatges, i 28 famílies La densitat de població era de 0,7 habitants/km².
Dels 42 habitatges en un 33,3% hi vivien nens de menys de 18 anys, en un 40,5% hi vivien parelles casades, en un 11,9% dones solteres, i en un 31% no eren unitats familiars. En el 28,6% dels habitatges hi vivien persones soles el 28,6% de les quals corresponia a persones de 65 anys o més que vivien soles. El nombre mitjà de persones vivint en cada habitatge era de 3,33 i el nombre mitjà de persones que vivien en cada família era de 3,93.
Per edats la població es repartia de la següent manera: un 30,7% tenia menys de 18 anys, un 10,7% entre 18 i 24, un 25% entre 25 i 44, un 27,1% de 45 a 60 i un 6,4% 65 anys o més.
L'edat mediana era de 33 anys. Per cada 100 dones de 18 o més anys hi havia 110,9 homes.
La renda mediana per habitatge era de 22.083 $ i la renda mediana per família de 31.250 $. Els homes tenien una renda mediana de 71.250 $ mentre que les dones 24.583 $. La renda per capita de la població era de 9.429 $. Aproximadament el 22,6% de les famílies i el 33,3% de la població estaven per davall del llindar de pobresa.

## Poblacions més properes
El següent diagrama mostra les poblacions més properes.